# Vernon Nicholls
Vernon Sampson Nicholls (* 3. September 1917 in Truro; † 2. Februar 1996 in Stratford-upon-Avon) war ein britischer anglikanischer Theologe. Er war von 1974 bis 1983 Bischof von Sodor und Man in der Church of England.
Nicholls stammte aus Cornwall. Er besuchte die Truro School und studierte an der Durham University. Zur Vorbereitung auf sein Priesteramt studierte er Theologie am Clifton Theological College in Bristol. 1941 wurde er zum Diakon geweiht; im selben Jahr folgte noch die Priesterweihe. Seine Priesterlaufbahn begann er als Vikar (Curate) im Stadtbezirk Bedminster Down in Bristol und in Liskeard mit Zuständigkeit für die Gemeinde in St Heyne in Cornwall. Von 1944 bis 1946 war er als „Chaplain to the Forces“ (Armeegeistlicher) tätig. Von 1946 bis 1956 war er Pfarrer (Vicar) von Meopham, in der Grafschaft Kent. Er war in dieser Zeit Mitglied des Meopham Parish Council und des Strood District Council. Er spielte Cricket und wirkte bei Aufführungen der Meopham Players mit. In späteren Jahren kehrte er mehrfach nach Meopham zurück. 1982 hielt er dort Gottesdienste ab. Von 1953 bis 1956 war er gleichzeitig Landdekan (Rural Dean) von Cobham. Von 1956 bis 1967 folgte eine weitere Pfarrstelle (Vicar) in Walsall; gleichzeitig war er in dieser Zeit Kaplan (Chaplain) am Walsall General Hospital. Von 1964 bis 1967 war er Präbendar (Prebendary of Curborough) an der Lichfield Cathedral. Von 1967 bis 1974 wirkte er als Archidiakon (Archdeacon) von Birmingham (Archdeacon of Birmingham). Am 11. Juni 1974 wurde er im Münster von York zum Bischof geweiht. Er war von 1974 bis 1983 Sodor und Man in der Church of England. Seine feierliche Inthronisation fand in der George's Church in Douglas statt. 1983 ging er in den Ruhestand. Sein Nachfolger als Bischof von Sodor und Man wurde Arthur Atwell. In seinem Ruhestand wirkte er von 1983 bis 1996 als Ehrenamtlicher Hilfsbischof (Honorary Assistant Bishop) in der Diözese von Coventry (Honorary Assistant Bishop of Coventry).
Zu den Höhepunkten seiner Amtszeit als Bischof von Sodor und Man gehörte die Erhebung der Parish Church of Kirk German in Peel zur Kathedrale, zur Peel Cathedral. Die Erhebung zur Kathedrale 1980 durch ein Gesetz des Tynwald. Ab 1980 war Nicholls auch Dean der neugegründeten Peel Cathedral. Er verkaufte das Anwesen Bishopscourt, den Bischofssitz der Bischöfe von Sodor und Man, welcher Teil des Manx Heritage war. Nach Nicholls’ Auffassung stellten die hohen Erhaltungskosten des Anwesens eine zu große finanzielle Belastung für die Diözese von Sodor und Man dar.
Nicholls pflegte in pastorialen und gesellschaftlichen Angelegenheiten einen sehr persönlichen Umgang; er besaß ein gutes Gedächtnis für Gesichter und Namen. Hohes Ansehen genoss er auch bei den Freimaurern der Isle of Man. 1977 wurde er Grand Chaplain der United Grand Lodge of England. Regelmäßig besuchte er Veranstaltungen des Rotary Club in Douglas.
Nicholls heiratete 1943 seine Ehefrau Phyllis Potter. Aus der Ehe gingen zwei Kinder hervor, ein Sohn und eine Tochter.